# 그루포 TIM
그루포 TIM(이탈리아어: Gruppo TIM, 이전 사명: 텔레콤 이탈리아, Telecom Italia)는 이탈리아의 통신 기업이다.
매출과 가입자 수 측면에서 이탈리아 최대의 통신 서비스 제공업체이다. 1994년 여러 국영 통신회사의 합병으로 설립되었으며, 그 중 가장 눈에 띄는 회사는 이전 이탈리아의 국영 독점 전화 사업자였던 SIP였다.
회사의 주식은 Borsa Italiana에서 거래된다. 이탈리아 국가는 2017년부터 TIM에 대해 "황금 권력"을 행사해 왔으며, 이를 통해 정부는 국가의 전략적 이익이 관련될 때 다양한 조치를 취할 수 있다.
TIM 그룹은 또한 브라질에 TIM Brasil이라는 자회사를 두고 있으며 7,260만 명의 고객을 보유하고 있다. 이 브랜드는 전 세계적으로 1억 1400만 명 이상의 고객을 보유하고 있다.

## 브랜드
- TIM

## 같이 보기
- TIM (브랜드)